# お化けのサンバ
『お化けのサンバ』（おばけのサンバ） は、1980年5月1日から1981年3月26日まで、毎週木曜日19時30分から20時に東京12チャンネル（現：テレビ東京）で放送されていたバラエティ番組。全46回。

## 概要
古いお化け屋敷を舞台に女主人と弟、怪物たちのコメディドラマのコーナーや、アイドルをゲストにしたコーナーや、エンディング中にコメディドラマコーナーの登場人物によるミニコントなどを放送するおまけコーナーがあった。
初回から第22回までの番組タイトルは『二郎・ルミ子のお化けのサンバ』で、女主人の交代に伴い、第23回から第46回まで『お化けのサンバ』となる。尚、放送は第42回が事実上の最終話で、第43回以降はそれまでのハイライト総集編を放送した。
エンディングテーマは、『二郎・ルミ子のお化けのサンバ』ではザ・ハンダースの「ハンダースの友情」のレコードのB面に収録されている「FALLIN' LOVE with YOU」をシャネルズがカバーし、歌っていた（レコードには「お化けのサンバ　エンディング・テーマ」と記載されているが、番組ではザ・ハンダース歌唱の楽曲は使用されていない）。途中からドラキュラ、フランケン、狼男、タバサ、ナイトの5人が歌うバージョンに切り替えられ、それに伴い曲名が「FALLIN' LOVE with YOU」から「MONSTER I LOVE YOU（愛のテーマ）」に変更された（歌詞と曲はどちらとも全く同じ）。また、『お化けのサンバ』のエンディングテーマは、モンスター達が登場する動画になり、BGMとして石川ひとみの「秋が燃える」が、第35回からは「夢番地1丁目」が使用された。
後継番組は『もんもんドラエティ』で、この番組には「モンスターたちのコメディ」という設定と出演者の一部が引き継がれた。

## ストーリー
東京・東長崎九丁目、江戸時代からある古いお化け屋敷。そこには本物の怪物たちが人間から隠れてひっそりと暮らしていた。

## 主な出演者
- 小柳ルミ子：柳下ゆう子（お化け屋敷の女主人）弟を残し服飾デザインの勉強のためパリへ留学することになり、お化け屋敷の主人が交代する。
- 野村義男：柳下良太（ゆう子の弟）
- 浅茅陽子：柳小路あかね（お化け屋敷の新しい女主人、柳下ゆう子の親友、第23回から登場）
- 石川ひとみ：柳小路さやか（あかねの妹、第23回から登場。）なお、『二郎・ルミ子のお化けのサンバ』第2回「恋するドラキュラ」にも登場しており、ドラキュラに恋してしまう女子高生を演じた。役名は順子。
- 坂上二郎：夢野獏（お化け屋敷の番頭を務める幽霊）
- 佐渡稔：吸血鬼ドラキュラ
- 大前均：フランケンシュタインの怪物
- 笹野高史：狼男
- 福原緑：魔女のタバサ
- 西川和孝：ナイト（『二郎・ルミ子のお化けのサンバ』のみに出演）
- チャップ：警官
- 玉田知子：マリ
- 大西景子：ウェイトレス
- シャネルズ：『二郎・ルミ子のお化けのサンバ』でのオープニングのみに出演。

## スタッフ
- 企画：前原雅勝
- 脚本：雪室俊一、野村正満、竹山洋、谷口秀一ほか
- ギャグ構成：景山民夫、谷口秀一
- 音楽：渡辺茂樹
- 協力：浅井企画、東通、SUZUYA、大塚家具津田沼店ほか
- 制作協力：フルハウス
- 演出：奥村隆市、平田修、藍沢幸人
- プロデューサー：工藤忠義、渡辺つとむ、照喜名隆
- 制作：渡辺プロダクション、渡辺企画、東京12チャンネル

## 主題歌
オープニング
- 「モンモンモンスター」
作詞：鳥塚しげき、作編曲：渡辺茂樹、唄：シャネルズ＋小柳ルミ子→石川ひとみ
振付：土居甫、足川欽也

エンディング
『二郎・ルミ子のお化けのサンバ』
- 「FALLIN' LOVE with YOU」
作詞：鳥塚しげき、作編曲：渡辺茂樹、唄：シャネルズ
- 「MONSTER I LOVE YOU（愛のテーマ）」
唄：ドラキュラ（佐渡稔）、フランケン（大前均）、狼男（笹野高史）、タバサ（福原緑）、ナイト（西川和孝）

『お化けのサンバ』
- 「秋が燃える」
作詩：岡田冨美子、作曲：佐瀬寿一、編曲：渡辺茂樹、唄：石川ひとみ
- 「夢番地一丁目」
作詞：山上路夫、作曲：芳野藤丸、編曲：渡辺茂樹、唄：石川ひとみ

挿入歌
- 「モンスター」
作詞：阿久悠、作編曲：都倉俊一、唄：ピンク・レディ